# چراغ (فیلم ۱۹۶۹)
چراغ (به هندی: Chirag) فیلمی هندی محصول سال ۱۹۶۹ و به کارگردانی راج کوسلا است. در این فیلم بازیگرانی همچون سونیل دات، آشا پارک، اوم پراکاش و لالیتا پاوار ایفای نقش کرده‌اند.